# Iacopo Bellini
Pour les articles homonymes, voir Bellini.
Iacopo Bellini (ou Jacopo Bellini) (né en 1400 à Venise et mort en 1470) est un peintre venitien et dessinateur du XVe siècle. Il est le père d'une dynastie d'artistes, dont Giovanni Bellini et Gentile Bellini. Il est héritier d’une grande famille de la noblesse Italienne. Sa fille Nicolosia épouse Mantegna en 1453.

## Biographie

### Formation auprès de Gentile
Bellini fut élève et collaborateur de Gentile da Fabriano. En 1411-1412, il séjourna à Foligno où, suivant les plans du maître, il réalisa avec d'autres élèves des fresques au Palazzo Trinci, dont le cycle est encore aujourd'hui visible. 
En 1423, il se rendit à Florence où il découvrit les œuvres de jeunes artistes florentins : Brunelleschi, Donatello et Masaccio. En 1424, on se souvient de lui à Venise, où il ouvrit son atelier très actif, où, après 1450, ses fils Gentile et Giovanni entrèrent également.
Le panneau de la Vierge à l'Enfant, provenant de l'Académie Carrara, date d'environ 1430 et était auparavant attribué à Gentile da Fabriano. Il constitue l'élément central d'un polyptyque disparu. 
La scène représente l'Enfant jouant avec un rouge-gorge, symbole, en raison de la tache rouge sur sa poitrine, de sa mort future. Les arabesques dorées sur fond noir du fond furent ajoutées ultérieurement, peut-être pour reproduire le décor original.
Au début des années 1930, on attribue également le panneau de la Vierge à l'Enfant, provenant du musée Cagnola, précédemment attribué à Jacobello del Fiore, faisant également partie d'un polyptyque. Dans cette représentation, la Vierge assise sur le trône tient l'Enfant debout sur son genou droit, qui tend son regard et son bras vers le chardonneret, placé sur le bras droit du trône, symbole de la future Passion.

### À Vérone et Ferrare
En 1436, il séjourna à Vérone, où il peignit une Crucifixion pour la cathédrale, aujourd'hui disparue.
Il se rendit ensuite à Ferrare, où, avec Leon Battista Alberti, il fut au service de Lionello d'Este. 
Il y peint, en 1441, le portrait de Lionello, aujourd'hui perdu, et de cette période reste également la Madone de l'Humilité adorée par un prince de la famille Estense, datable d'environ 1440. 
Le donateur de cette dernière œuvre a été identifié comme Lionello d'Este, mais selon une proposition récente basée sur des raisons physionomiques, il pourrait s'agir d'un frère du marquis, Ugo ou Meliaduse.

### Le tournant de la Renaissance
De retour à Venise, il manifeste un renouveau vers les formes de la Renaissance, grâce à l'influence de l'œuvre de Masolino da Panicale, présente dans la ville entre 1435 et 1440, et assimilée par Antonio Vivarini. 

Ce changement est visible dans la Vierge à l'Enfant de la pinacothèque de Brera, datée de 1448, où le parapet et le livre ouvert sont en perspective et où la monumentalité des figures est accentuée. Un style également reconnaissable dans la Vierge à l'Enfant des Offices (1450) et dans celle de la Galerie de l'Académie Tadini à Lovere.

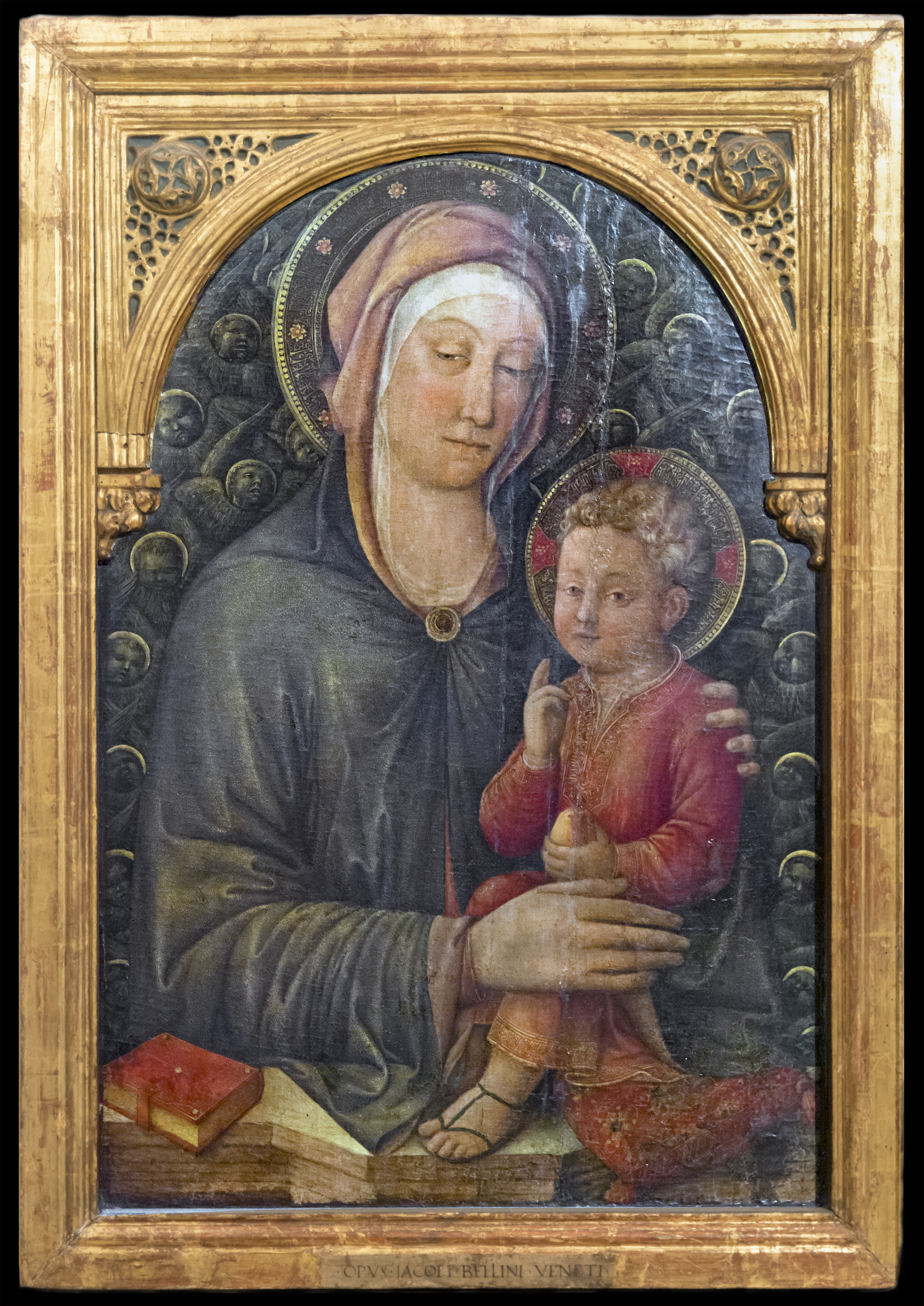
Madone à l'Enfant bénissant, Gallerie dell'Accademia de Venise.
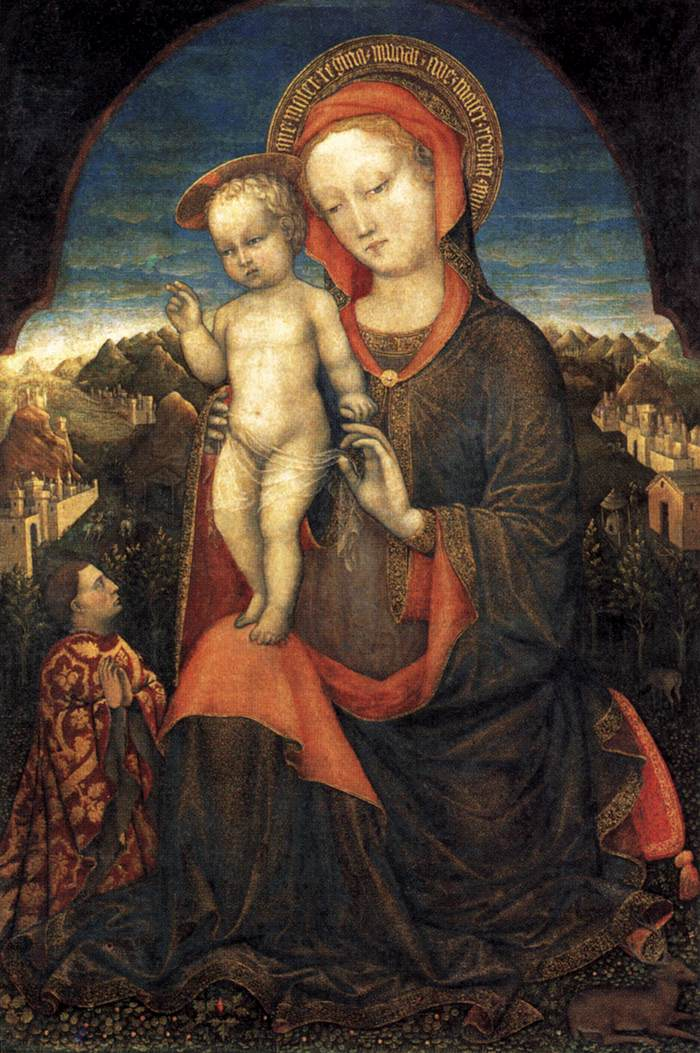
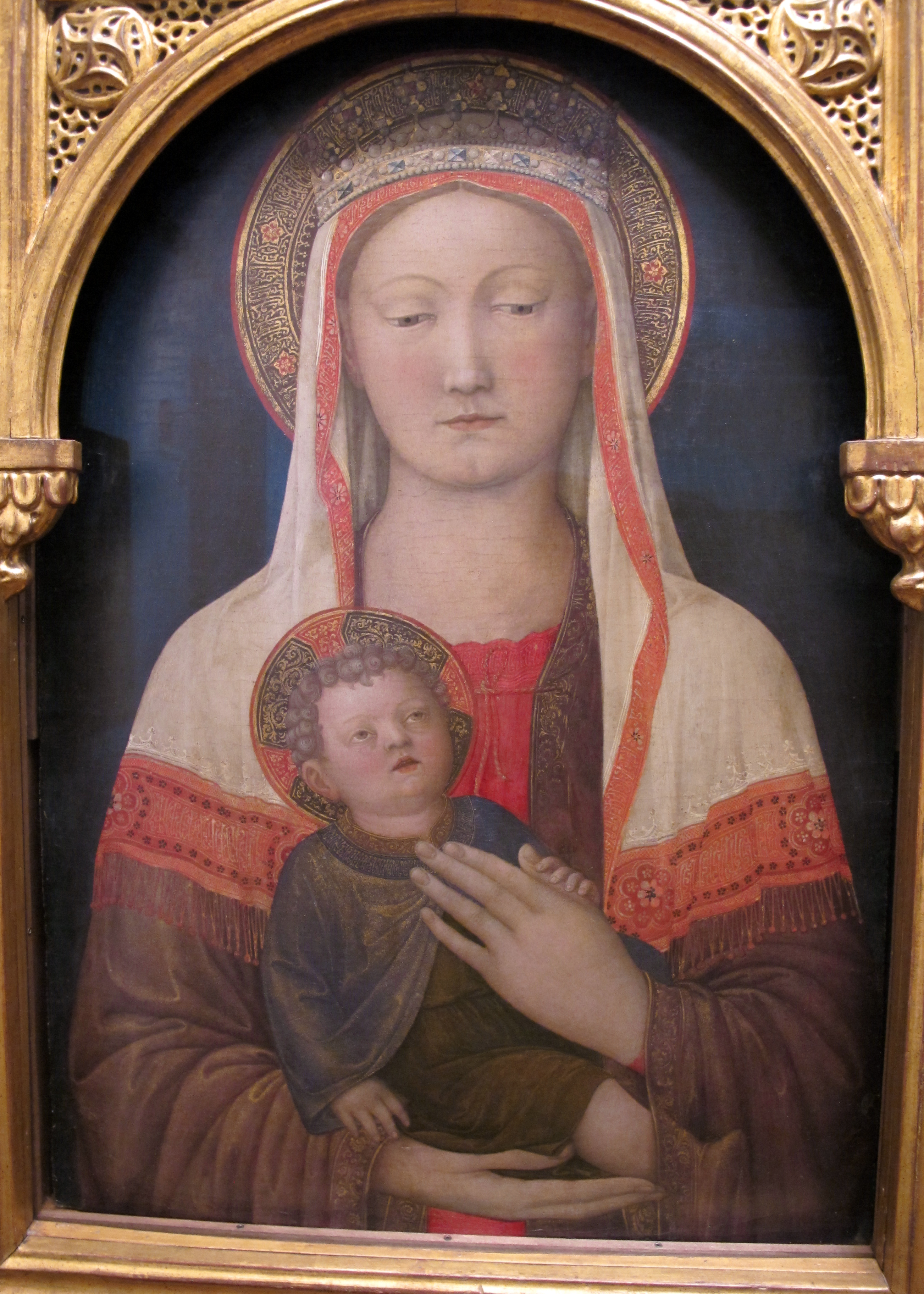
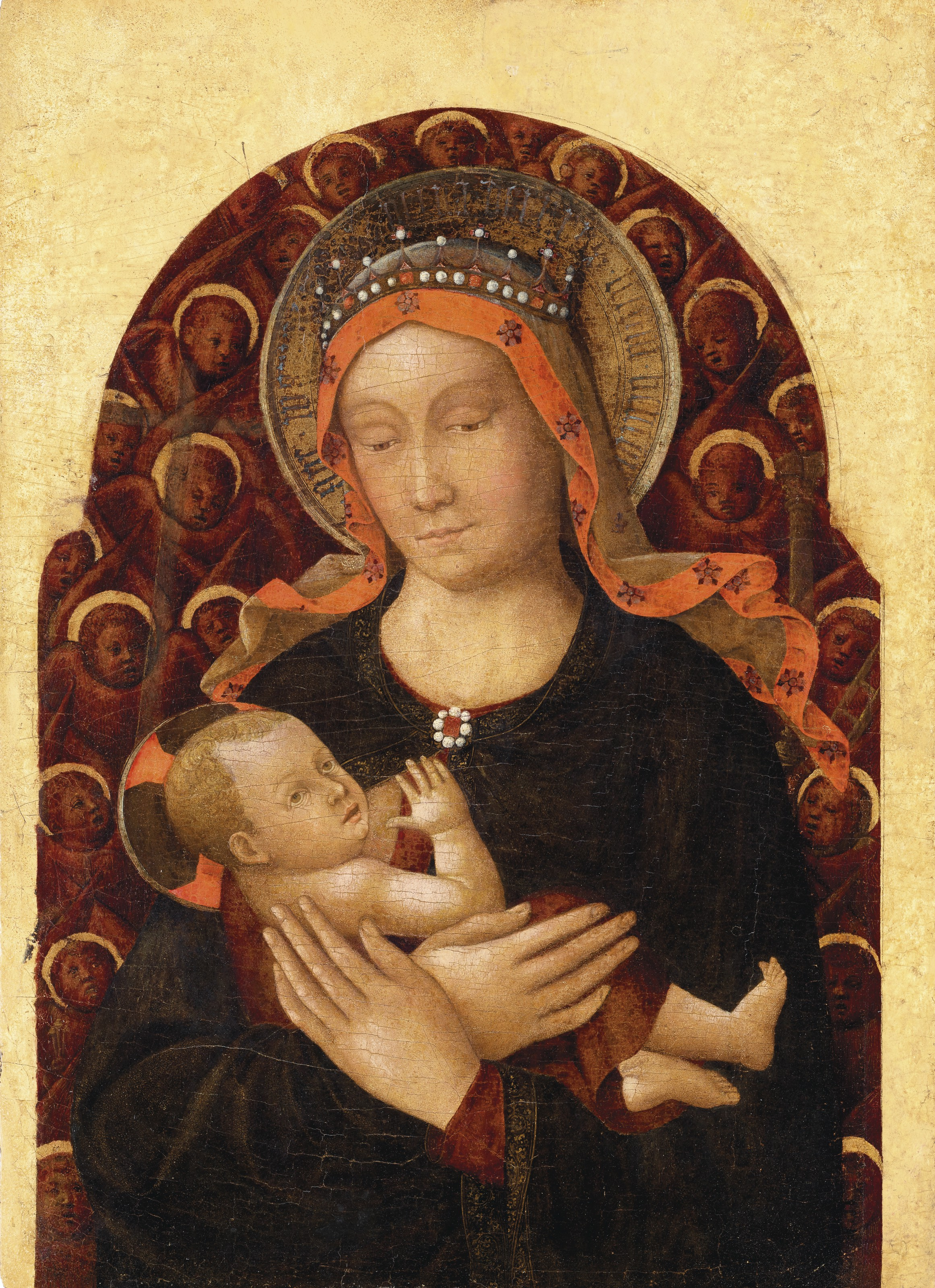

À Venise, il travailla en 1452 à la Scuola Grande di San Giovanni Evangelista et en 1466 à la Scuola Grande di San Marco, deux œuvres disparues. 
La Vierge à l'Enfant bénissant et aux chérubins, conservée aux galeries de l'Académie de Venise, date d'environ 1455.

### À Padoue
En 1460, il séjourna à Padoue, où il orienta le jeune Andrea Mantegna vers les problèmes de la perspective et du classicisme. 
La partie latérale du polyptyque représentant saint Antoine abbé et saint Bernardin de Sienne, conservée à la National Gallery of Art de Washington, date de la même année. 

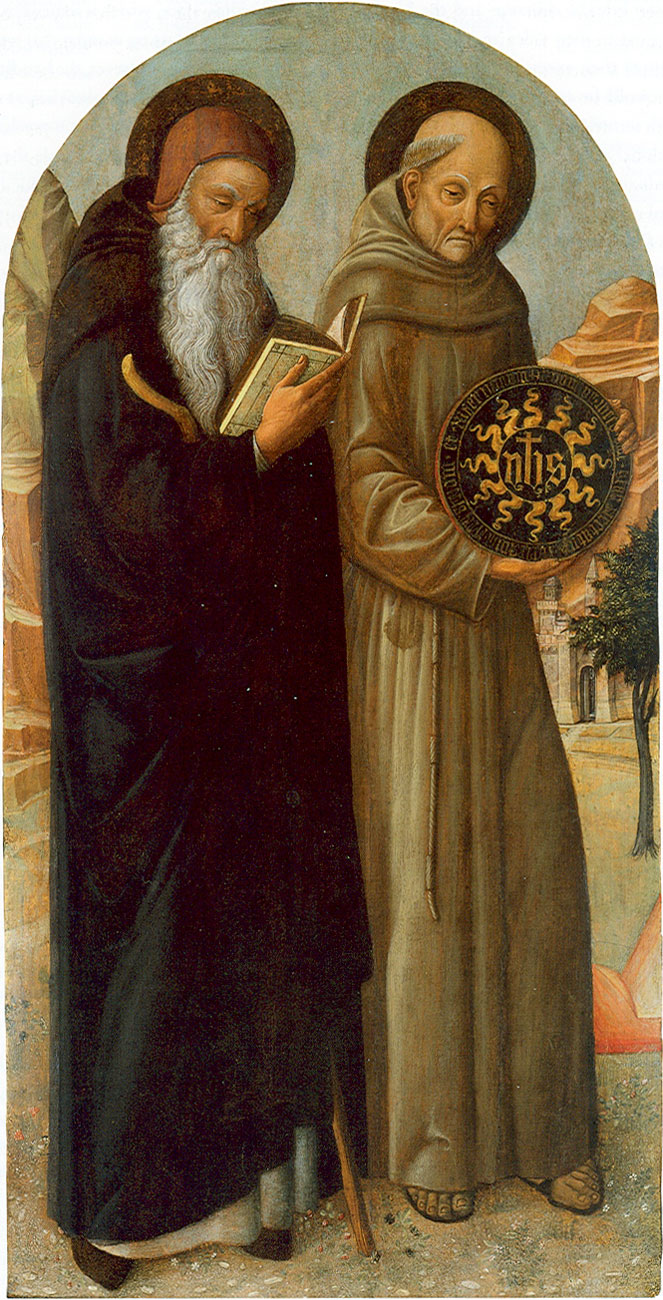

Elle fait peut-être partie du retable de la chapelle Gattamelata de la basilique Saint-Antoine de Padoue, réalisée en collaboration avec ses fils, ou peut-être était-elle destinée, avec une prételle partagée entre des musées et des collections privées de Padoue, Ferrare et Venise, pour l'église San Giobbe de Venise, sur commande du doge Cristoforo Moro. La Vierge à l'Enfant du LACMA de Los Angeles date d'environ 1465.

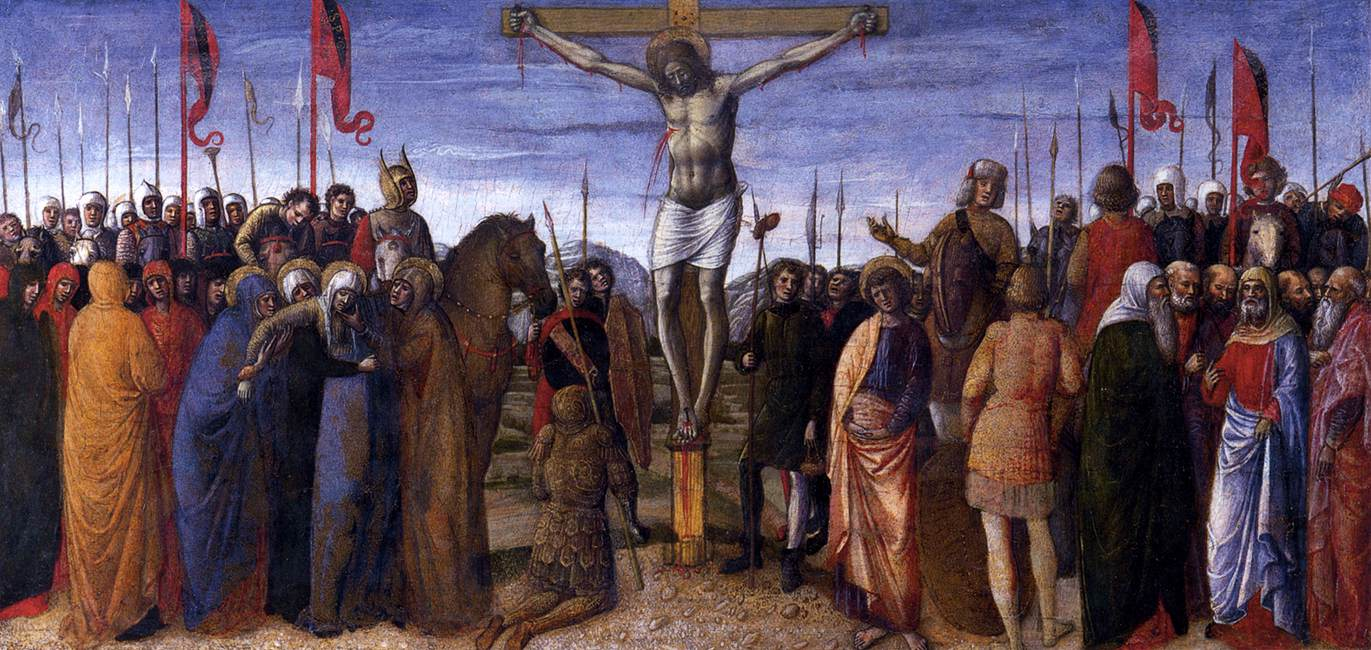

- Jacopo Bellini et atelier, Adoratione des Mages, New York, Stanley Moss collection.

### Dernière période
La dernière période devrait inclure à la fois le Crucifix du musée du Castelvecchio à Vérone et l'Annonciation de Sant'Alessandro à Brescia.

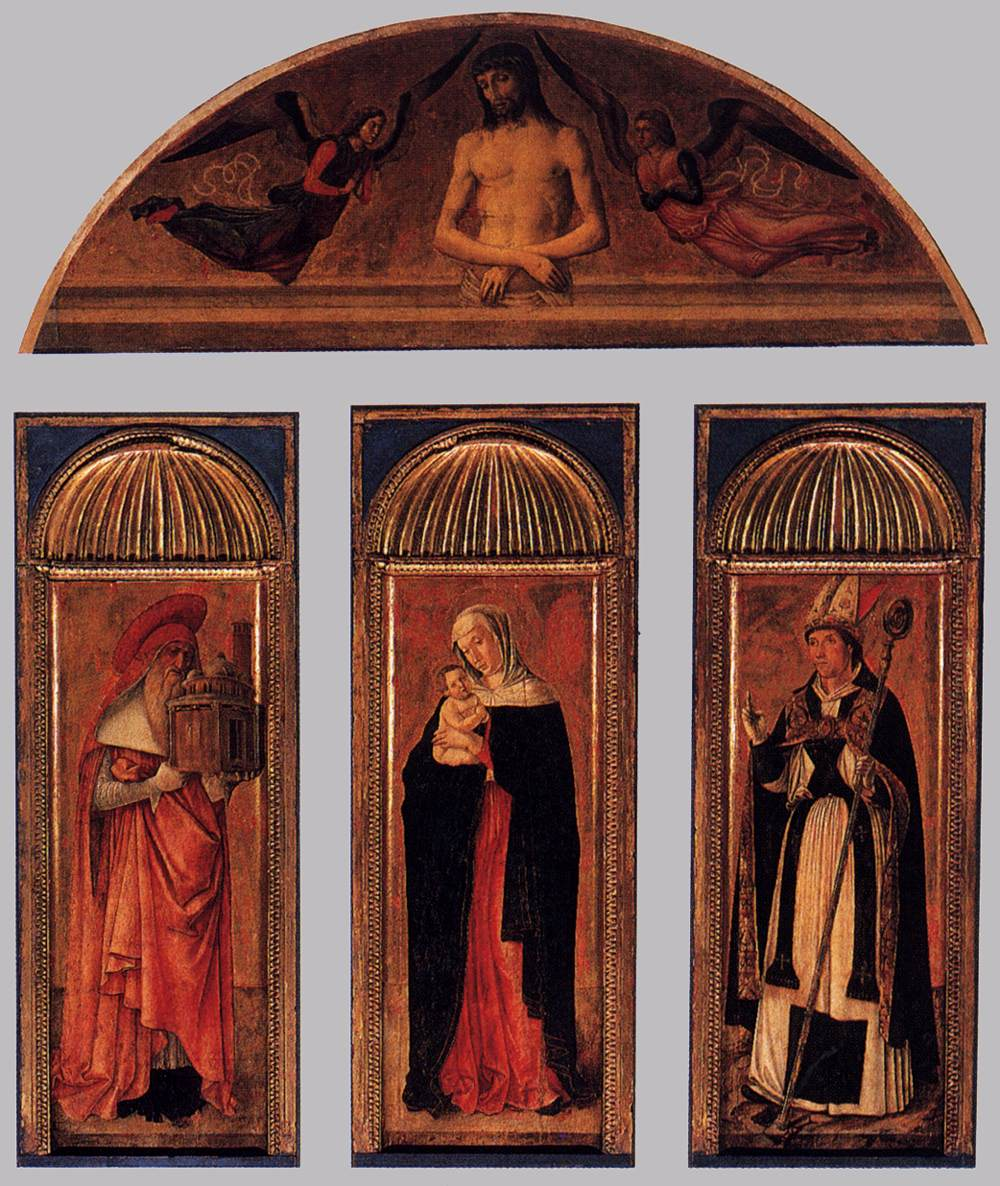
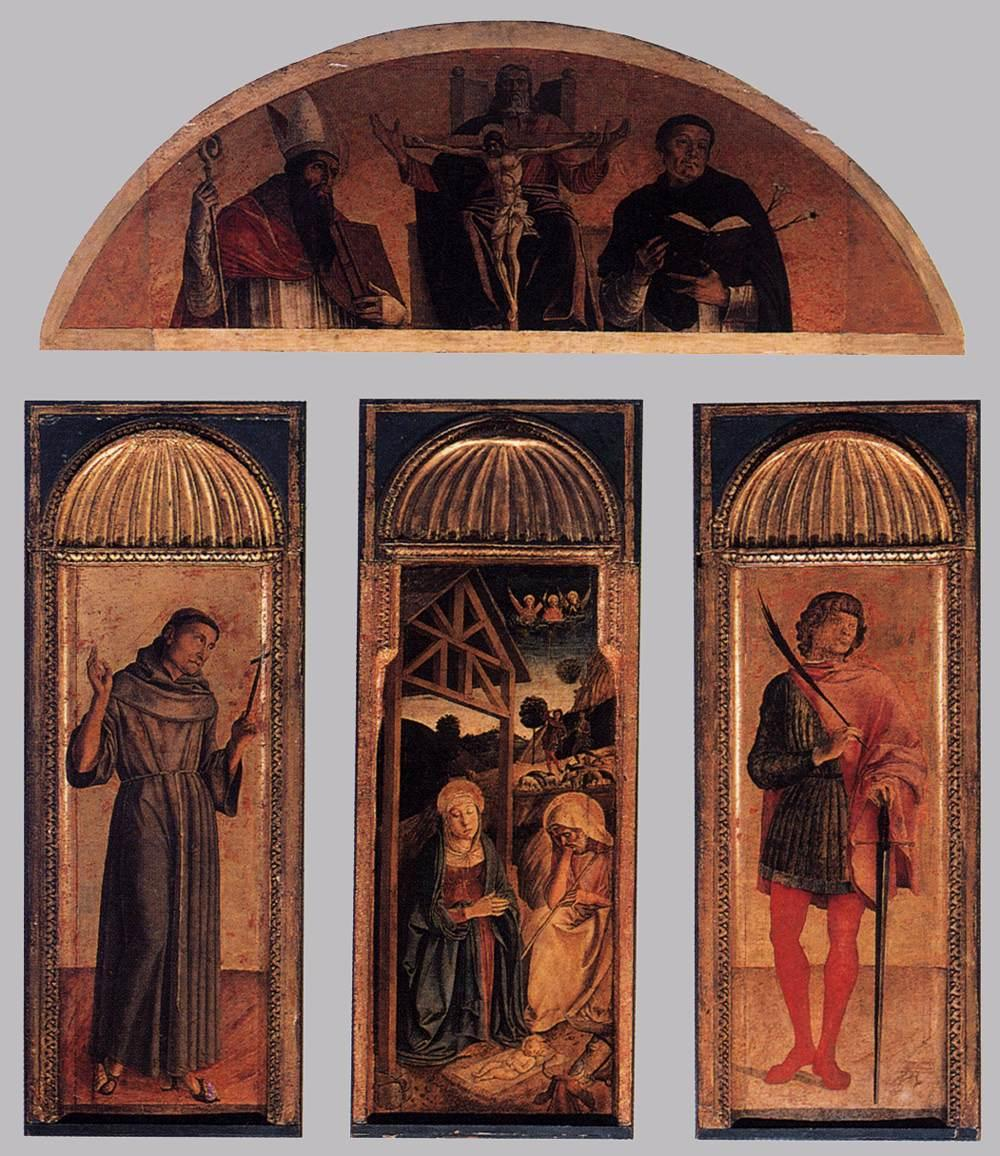
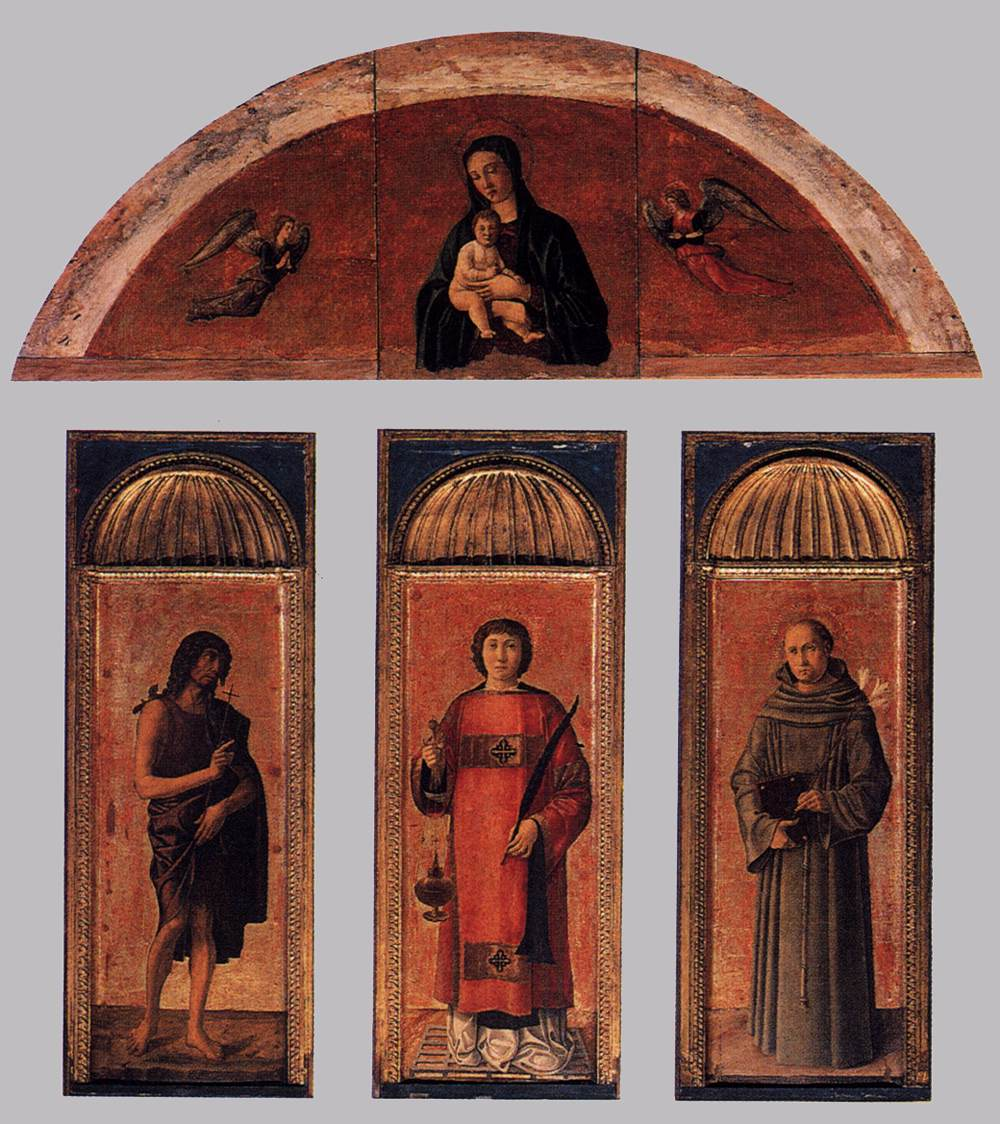
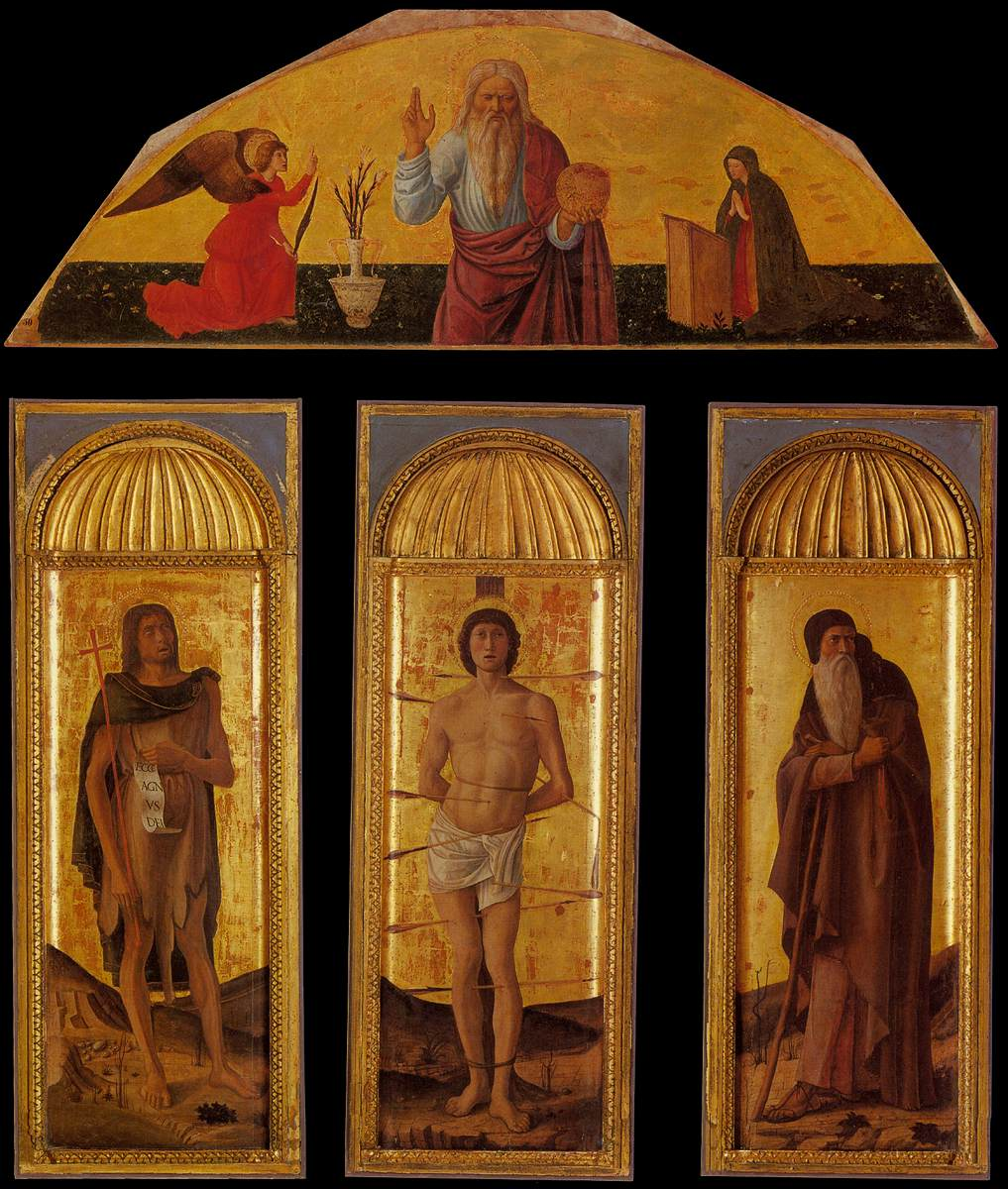

## Les dessins
Il reste deux albums de dessins de Jacopo Bellini, qui servaient de répertoire de modèles à son atelier. Le premier (vers 1430-1450) se trouve au musée du Louvre à Paris et le second (vers 1450-1460) au British Museum de Londres.
Ces dessins se positionnent à la frontière entre le gothique tardif et la Renaissance. La construction en perspective, empruntée aux Florentins, permet d'éviter la fragmentation de la scène et de lui donner de la cohérence en reliant les différents épisodes disséminés dans la composition. 

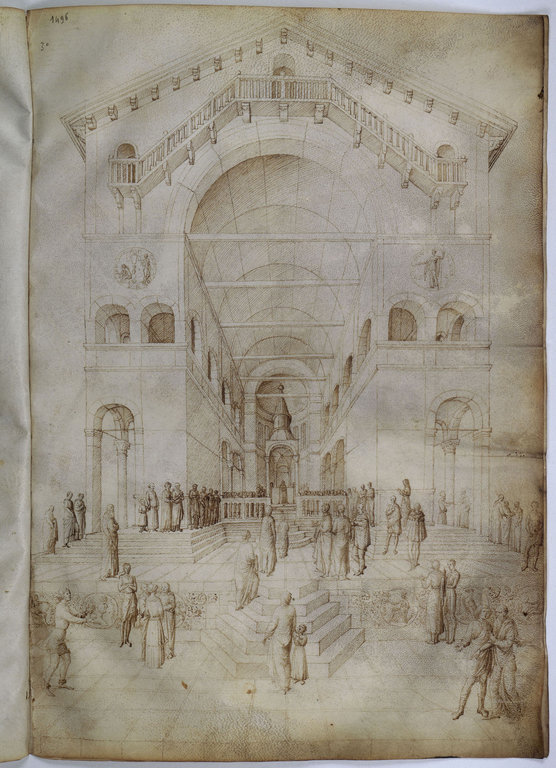
Bénédiction
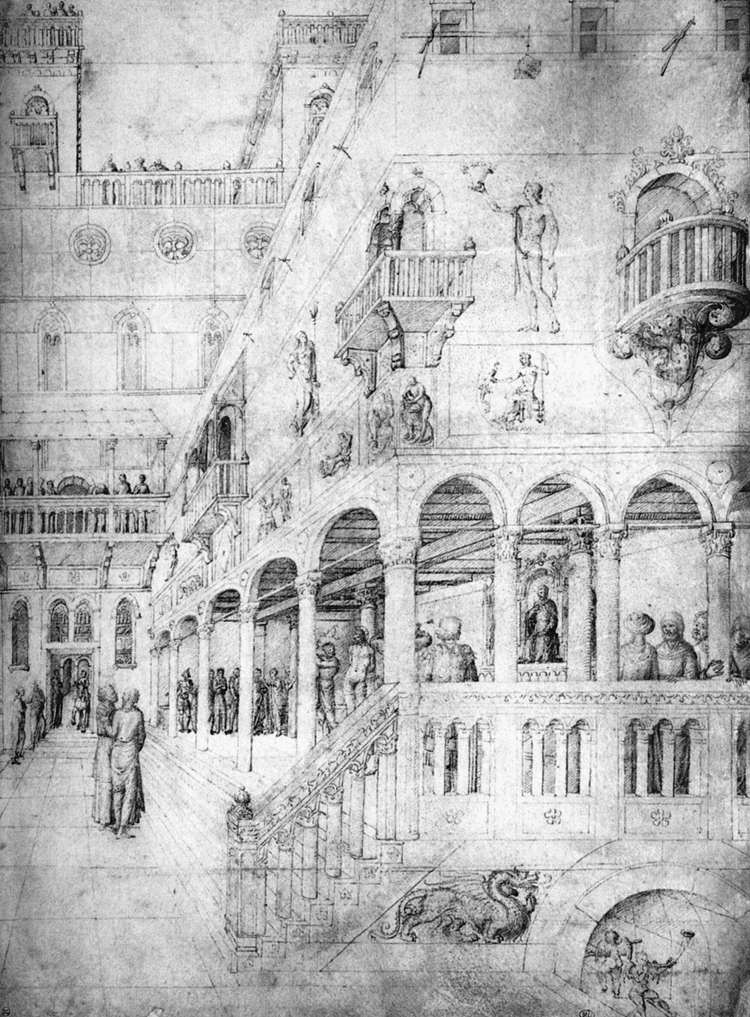
Flagellation
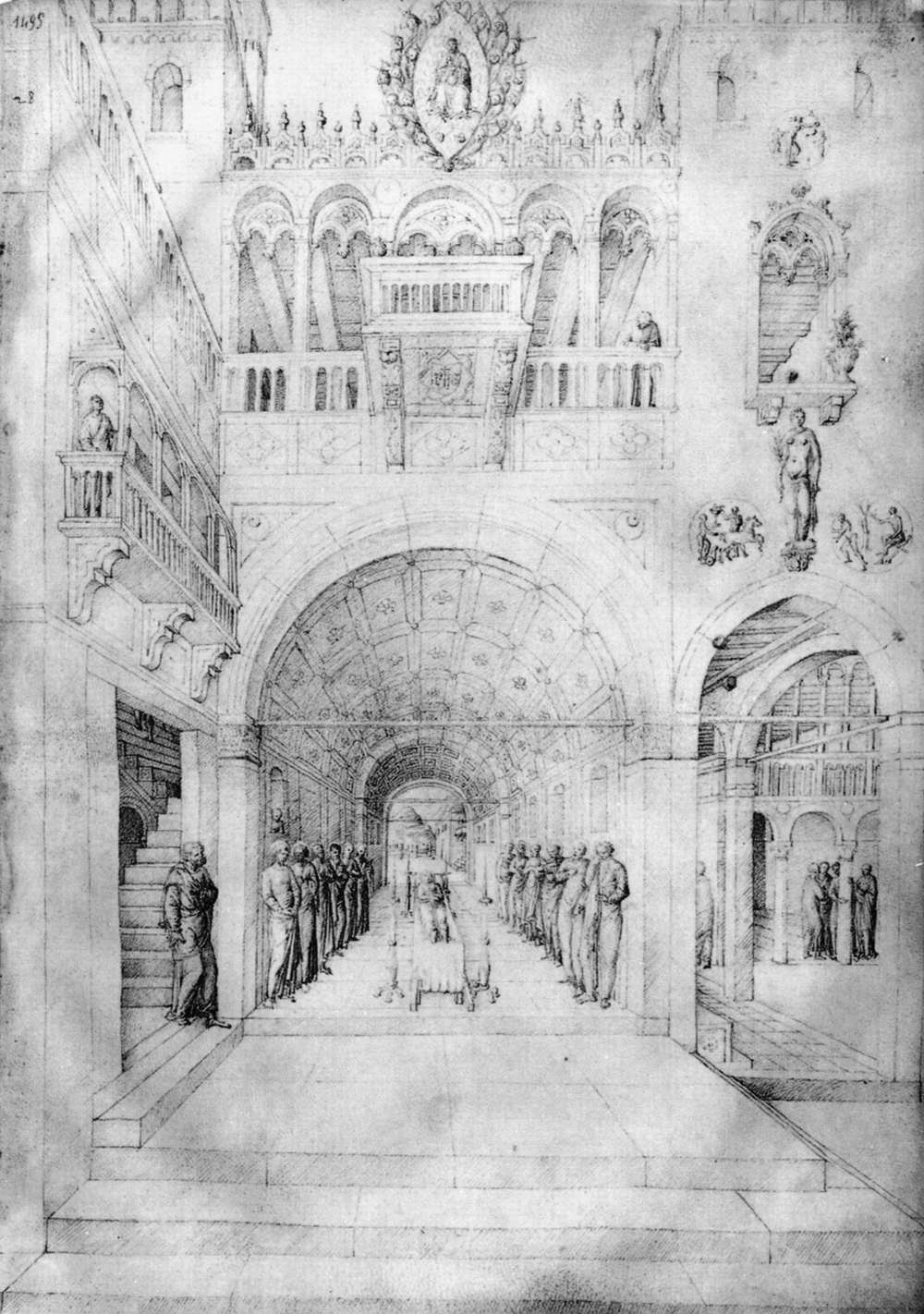
Dormition
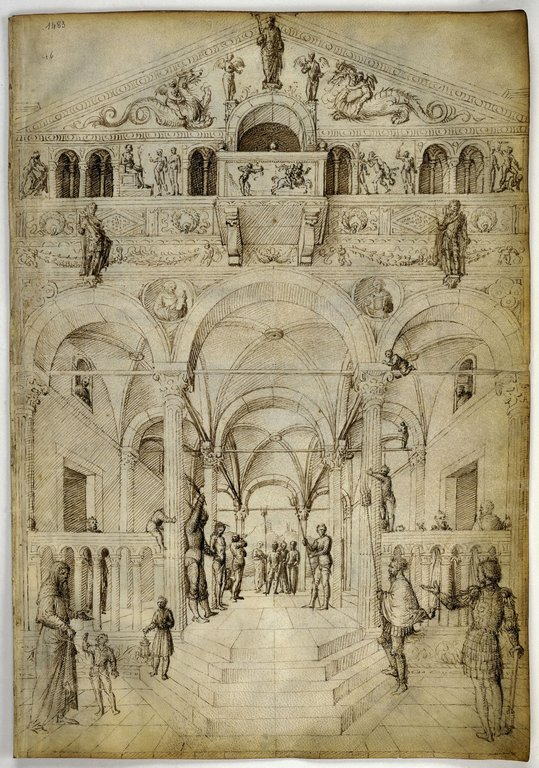
Présentation
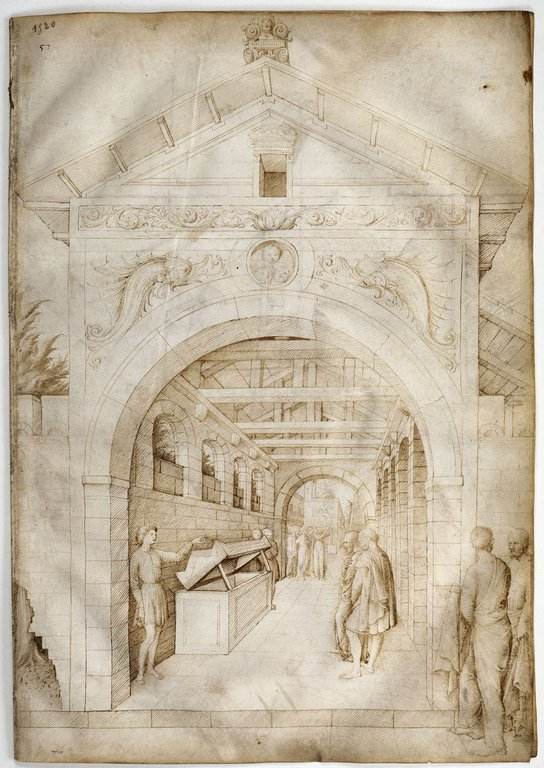
résurrection
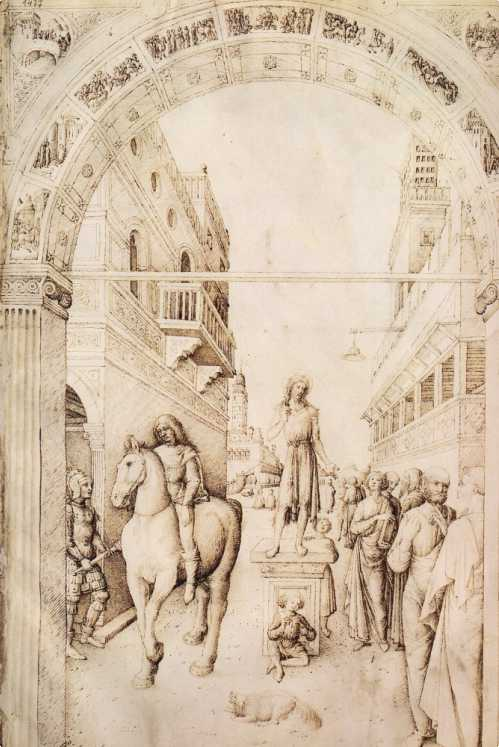
Prédication

## Principales œuvres
- La Vierge d'humilité adorée par un prince de la Maison d'Este 1440 (estimation), musée du Louvre, Paris
- La Madone et l'Enfant bénissant 1440 (estimation), Gallerie dell'Accademia de Venise
- 'Vierge à l'Enfant, 1450, Galerie de l'Académie Tadini (it), Lovere
- Vierge à l'Enfant, 1450, musée des Offices[3]
- Crucifixion, probable panneau d'un polyptyque, autour de 1450, Museo Correr, Venise[4]
- St. Jean l'Évangéliste St Pierre, Gemäldegalerie, Berlin.
- La Décollation de Saint Jean Baptiste, qui fait partie d'un des deux recueils de dessins conservés au Louvre et au British Museum[5]